# Els Tripons
Els Tripons és un serradet del terme municipal de Bigues i Riells, al Vallès Oriental. Separa les dues unitats del territori municipal: la del poble de Riells del Fai i la del de Bigues.
Està situat al sud-est de Riells del Fai, i és la continuïtat cap al sud-oest i oest del Serrat de Can Quintanes. És a l'esquerra del torrent de Can Pagès. Queda a migdia del Bosc d'en Benet, a ponent del Bosc de Can Torrella, a llevant de Can Pagès i al nord-est del Turó d'en Vileu.